# Berliner Sparkasse
Die Berliner Sparkasse ist eine öffentlich-rechtliche Sparkasse und hat ihren Sitz in Berlin-Mitte. Ihre Trägerin ist die BSK 1818 AG. Mit 1,7 Millionen Kunden, 112 Standorten und mehr als 1,5 Millionen Girokonten ist die 1818 gegründete Sparkasse Marktführer in Berlin. Als Teil der Sparkassen-Finanzgruppe bietet die Berliner Sparkasse umfassende Finanzdienstleistungen für Privat- und Firmenkunden an.

## Geschichte

### Gründung der Berliner Sparkasse
Die Berliner Sparkasse wurde am 15. Juni 1818 vom Magistrat von Berlin als erste Sparkasse Preußens und als eine der ersten Sparkassen in Deutschland eröffnet und hatte ihren Sitz im Berliner Rathaus. Als Sparkasse für die „ärmere Klasse“ sollte sie der im frühen 19. Jahrhundert allgegenwärtigen Massenarmut entgegenwirken und als Instrument der mittelbaren Hilfe zur Selbsthilfe zur Verfügung stehen.
Aufgabe der Sparkasse war es laut ihres Gründungsstatuts, „den hiesigen Einwohnern Gelegenheit zu geben, ihre kleinen Ersparnisse zinsbar und sicher unterzubringen, und ihnen dadurch behilflich zu sein, sich ein Kapital zu sammeln, welches sie bei Verheiratungen, Etablierung eines Gewerbes, im Alter oder in Fällen der Not benützen können“. Am Ende des Gründungsjahres zählte die Berliner Sparkasse bereits 551 Kunden.
Nur wenige Jahre nach der Reichsgründung 1871 wurde Berlin zur Millionenmetropole. Um den Kundenandrang bewältigen zu können, zog die Sparkasse 1875 vom Roten Rathaus ins in der Klosterstraße gelegene Palais Podewils. 1893 verlegte man die Sparkassenzentrale in die ehemaligen Getreidemühle am Mühlendamm. 1895 hatte sie rund 571.000 Kunden. Neben der Zentrale gab es um die Jahrhundertwende 92 Annahmestellen, die von Kaufleuten in ihren Geschäften betrieben wurden. 1915 wurde unter der Bezeichnung „Sparverrechnungsverkehr“ der bargeldlose Zahlungsverkehr eingeführt.

### Die Berliner Sparkasse in den 1920er Jahren
Mit der Entstehung Groß-Berlins fusionierten am 1. Oktober 1920 die Sparkassen der eingegliederten Gemeinden Spandau, Charlottenburg, Neukölln, Schöneberg, Köpenick, Wilmersdorf, Lichtenberg, Weißensee, Pankow, Reinickendorf, Steglitz, Lichterfelde, Treptow und Tegel mit der bisherigen Sparkasse in Berlin zur Sparkasse der Stadt Berlin. Schon damals hatte rund die Hälfte der Berliner ein Sparbuch bei der Sparkasse.
1920 wurde die Sparkasse in zwei Abteilungen aufgegliedert: Die Abteilung A – die Sparkassenzentrale der Stadt Berlin – war für den allgemeinen Sparverkehr zuständig, die Abteilung B – die Girozentrale der Stadt Berlin – für die bankmäßigen Aufgaben und den kommunalen Giroverkehr. Nach der Inflationszeit, die im November 1923 ihren Höhepunkt erreichte, wurde am 1. Mai 1925 die Berliner Stadtbank – Girozentrale der Stadt Berlin gegründet, die eng mit der Sparkasse verbunden war. Der Stadtbank wurden die Aufgaben der Abteilung B übertragen. Sie übernahm das kurz- und mittelfristige Kreditgeschäft sowie das Depot-, Depositen- und Dienstleistungsgeschäft und wurde als Devisenbank zugelassen. Die Sparkasse beschränkte sich mit ihrer Abteilung A auf den Sparverkehr und das langfristige Kreditgeschäft.

### Die Berliner Sparkasse im Nationalsozialismus

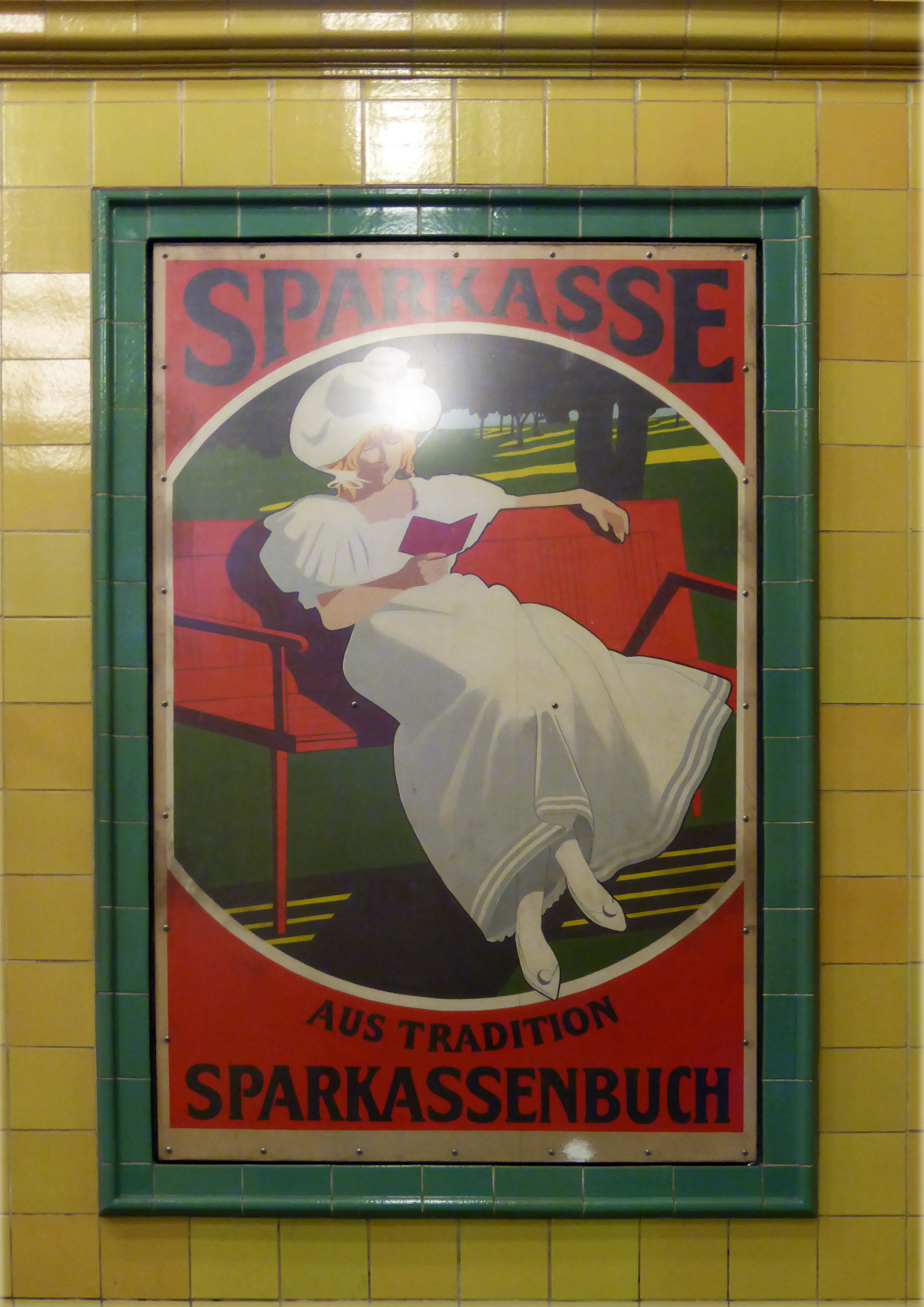
Historische Werbung Sparkassen – Sparkassenbuch im U-Bahnhof Wittenbergplatz, Berlin

Mit dem Machtantritt der Nationalsozialisten 1933 erfasste die Gleichschaltung auch die Berliner Sparkasse. Jüdische und politisch unliebsame Mitarbeiter wurden entlassen. Die Berliner Sparkasse musste ihre Geschäftspolitik an den Zielen des neuen Regimes ausrichten und wurde in die NS-Wirtschaftspolitik einbezogen.
Im Juli 1933 zog die Zentrale der Berliner Sparkasse  in das von Peter Behrens neu erbaute Alexanderhaus an den Alexanderplatz.

### Nachkriegszeit und Teilung der Berliner Sparkasse
Aufgrund der Kriegszerstörungen stellte die Berliner Sparkasse am 23. April 1945 ihren Geschäftsbetrieb ein. Bereits im Mai 1945 wurden die noch nutzbaren Geschäftsstellen jedoch wiedereröffnet. Die Berliner Sparkasse war damit das einzige Kreditinstitut, das in Berlin ununterbrochen tätig bleiben durfte.
In der Nachkriegszeit begann mit der Währungsreform 1948 und der Blockade Berlins 1948/1949 die Teilung der Stadt. Die Berliner Sparkasse musste die Spaltung mit vollziehen. Ende 1948 wurde auf Anordnung der westlichen Alliierten in den Westsektoren die Sparkasse der Stadt Berlin West gegründet.
Im Westteil der Stadt entwickelte sich die Sparkasse unter marktwirtschaftlichen Bedingungen mit einem vielfältigen Produktangebot für die Kunden. Sie finanzierte auch den Wiederaufbau der Stadt aktiv mit. Zum Beispiel wurden die großen Wohnsiedlungen im Märkischen Viertel, im Hansaviertel und in der Gropiusstadt mit Hilfe der Sparkasse erbaut.
Die Sparkasse der Stadt Berlin im Ostteil Berlins erfüllte ihre Aufgabe als ein Instrument der Wirtschafts- und Finanzpolitik der DDR (siehe Sparkasse (DDR)). Zu ihrem Aufgabenspektrum zählte der Spar- und Zahlungsverkehr der Bevölkerung, die Finanzierung des Wohnungsbaus sowie die Finanzierung und Kontrolle von Betrieben der örtlichen Versorgungswirtschaft. Im Herbst 1951 zog die Ost-Berliner Sparkasse wieder in das angestammte Gebäude am Alexanderplatz.

### Die Wiedervereinigung der beiden Berliner Sparkassen
Nach dem Mauerfall fanden die beiden Berliner Sparkassen umgehend zusammen. Gemeinsam bereiteten sie sich auf die Währungsunion am 1. Juli 1990 vor. Im Oktober desselben Jahres wurden beide Institute nach mehr als 40-jähriger Trennung als Berliner Sparkasse unter dem Dach der neu gegründeten Landesbank Berlin wiedervereint.

### Die Berliner Sparkasse als Teil der Bankgesellschaft Berlin
Am 1. Januar 1994 wurde durch einen Zusammenschluss der Landesbank Berlin einschließlich der Berliner Sparkasse sowie der Berliner Bank und der Berliner Hypotheken- und Pfandbriefbank die Bankgesellschaft Berlin gegründet. Ziel war es, einen schlagkräftigen Bankkonzern für Berlin zu schaffen. Damit sollte in Berlin wieder eine Großbank ihren Sitz haben. 2001 kam die Bankgesellschaft Berlin in eine schwere Krise und musste umfassend saniert werden. Mit dem Berliner Sparkassengesetz vom 28. Juni 2005 legte das Berliner Abgeordnetenhaus die Umwandlung der Landesbank Berlin in eine Aktiengesellschaft zum 1. Januar 2006 fest und belieh diese mit der Trägerschaft für die Berliner Sparkasse. Im Jahre 2006 nahm die Landesbank Berlin AG das gesamte Geschäft ihrer Konzernmutter, der Bankgesellschaft Berlin AG, auf. Diese verlor damit ihre Bankfunktion, wurde zur bloßen Finanzholding ohne eigenes Bankgeschäft und änderte ihren Namen in Landesbank Berlin Holding AG.

### Verkauf der LBB-Gruppe an die deutschen Sparkassen
Im Juni 2007 vollzog das Land Berlin die Sanierungsauflage der Europäischen Kommission, indem es seine 81 % Anteile an der Landesbank Berlin Holding AG in einem Bieterverfahren an insgesamt rund 420 deutsche Sparkassen, die sich in einer Erwerbsgesellschaft zusammengeschlossen hatten, veräußerte. Die Berliner Sparkasse als Teil der Landesbank Berlin AG befindet sich damit heute im Besitz der deutschen Sparkassen.
Ebenfalls im Juni 2007 startete die Bürgerinitiative Initiative Berliner Bankenskandal zusammen mit dem Berliner Bündnis gegen Privatisierung ein Volksbegehren mit dem Titel Was wir wollen – Eine Berliner Sparkasse: regional – sozial – transparent – demokratisch! Ziel des Volksbegehrens war eine Änderung des Berliner Sparkassengesetzes durch u. a. die Einführung eines „Girokontos für jedermann“, die Installation eines Verwaltungsrats und Vorgaben zur teilweisen Gewinnverwendung. Da für dieses Volksbegehren nicht genügend Unterschriften gesammelt werden konnten, wurde es von den Organisatoren nicht weiterverfolgt.
Zum Beginn des Jahres 2014 zog sich die Marke Landesbank Berlin vom Markt zurück. Bis auf das überregionale Kreditkartengeschäft treten alle Geschäftsbereiche der Bank seitdem unter der Marke Berliner Sparkasse auf. Zum 15. Juli 2025 legte die frühere Landesbank Berlin ihren bisherigen Namen ab und firmiert seitdem als BSK 1818 AG.

## Geschäftsfelder
Als Universalbank berät die Berliner Sparkasse ihre Kunden in allen Finanzfragen. Der Schwerpunkt der Tätigkeit liegt dabei auf dem Privat- und Firmenkundengeschäft sowie der regionalen gewerblichen Immobilienfinanzierung.
Das Angebot reicht vom täglichen Zahlungsverkehr und der klassischen Geldanlage über die Finanzierung privater oder geschäftlicher Investitionen, die Beratung beim Vermögensaufbau, der Altersvorsorge und in Versicherungsfragen bis hin zur privaten und gewerblichen Immobilienfinanzierung.
Im Mittelpunkt steht die persönliche Beratung in einem der 112 Standorte. Zudem können Kunden ein Online- und Telefon-Banking-Angebot sowie eine mediale Beratung, bei der die Beratung per Video, E-Mail oder Telefon erfolgt, in Anspruch nehmen. Zusätzlich stehen 813 Selbstbedienungsgeräte im Berliner Stadtgebiet zur Verfügung.

## Stiftungen
Die Sparkasse fördert über ihre drei Stiftungen Projekte aus den Bereichen Bildung, Gesundheit, Wissenschaft sowie Kunst, Kultur und Sport.

## Kritik
Der Verbraucherzentrale Bundesverband (vzbv) hat im Dezember 2021 Musterfeststellungsklage gegen die Berliner Sparkasse eingereicht. Der Verband wirft ihr vor, einseitig Gebühren erhöht oder neu eingeführt zu haben, ohne dass die Kunden aktiv zugestimmt hätten.